# Miguel Aldama
Miguel Aldama är en ort i Mexiko.   Den ligger i kommunen Reforma och delstaten Chiapas, i den sydöstra delen av landet, 600 km öster om huvudstaden Mexico City. Miguel Aldama ligger 47 meter över havet och antalet invånare är 166.
Terrängen runt Miguel Aldama är platt. Runt Miguel Aldama är det ganska glesbefolkat, med 27 invånare per kvadratkilometer. Närmaste större samhälle är Huimanguillo, 8,7 km väster om Miguel Aldama. Omgivningarna runt Miguel Aldama är en mosaik av jordbruksmark och naturlig växtlighet.